# علیقلی جدیدالاسلام
آنتونین عیسوی (درگذشت ۱۷۲۲) یک شخصیت پرتغالی بود که در اواخر قرن ۱۷ و اوایل قرن ۱۸ میلادی در ایران زندگی می‌کرد. او که به عنوان راهب صومعه و مبلغ آگوستینی به ایران آمده بود، در اوایل سلطنت شاه سلطان حسین به اسلام شیعه گروید و علیقلی جدید الاسلام نام گرفت.  او بعدها به ترویج دهندهٔ مذهب شیعه و همچنین یک «جنگجوی بزرگ» علیه مسیحیت، تصوف، یهودیت، اهل سنت، فیلسوفان و ضد آنها تبدیل شد. علاوه بر این، پس از تبدیل، او به عنوان مترجم رسمی در دادگاه سلطنتی اصفهان خدمت می‌کرد. جدیدالاسلام در اواخر قرن هفدهم میلادی یکی از کسانی در ایران بود که «به حمایت از مکتب محافظه کارانه مجلسی برخاست». 

## زندگی‌نامه
جزئیات زیادی دربارهٔ زندگی علیقلی در دست نیست.  او در نیمه دوم قرن ۱۷ در پرتغال متولد شد و در اصل یک کشیش مسیحی آگوستین و آنتونین عیسوی نام داشت.   او در سال ۱۶۹۱، وارد اصفهان، پایتخت سلطنتی صفوی شد. در ابتدا او در خدمت گاسپارس دو رئیس، سپس سرهنگ صومعه آگاتینین شهر، خدمت می‌کرد.    او گزارش کرد که نقش مهمی در برقراری ارتباط بین دیپلماتهای پرتغالی و دولت شاه در هنگام تلاش برای اتحاد پرتغالی ایران با سلطان عمان در خلیج فارس دارد. 

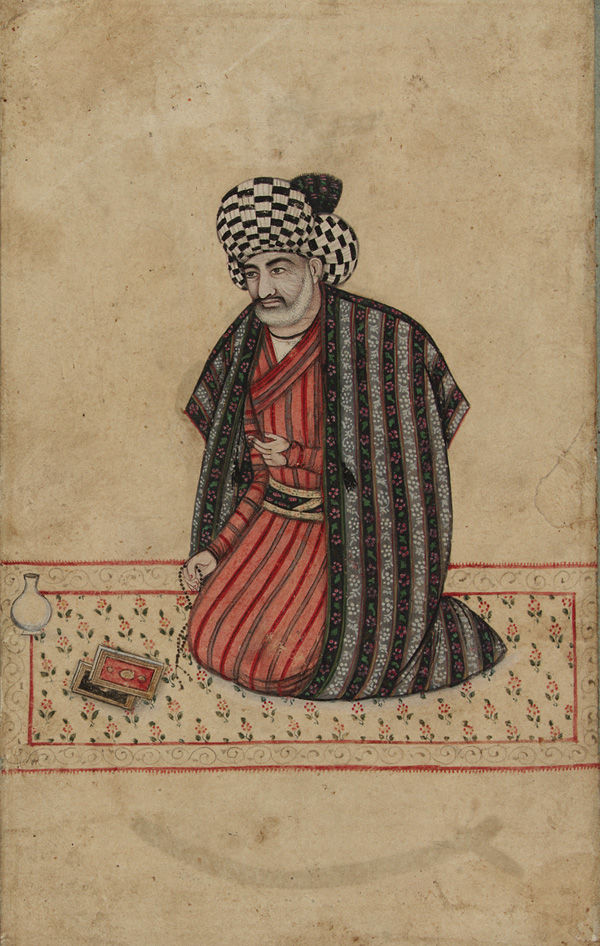
پرتره محمد باقر مجلسی

او در اوایل سلطنت اولیه شاه سلطان حسین به اسلام شیعه گروید و علیقلی جدید الاسلام نام گرفت.    هیچ توافقی در تاریخ تغییر مذهب وجود ندارد. رضا پورجوادی و سابین اشمیتک (۲۰۰۹) معتقدند که او در سال ۱۶۹۶ شیعه شد  در حالی که به نظر جوائو تلسو کونا (۲۰۰۹)، عباس امانت (۲۰۱۷) و جورجیو روتا (۲۰۱۷) در سال ۱۶۹۷ تبدیل شد.    با توجه به آلبرتو تیبروسیو (۲۰۱۸)، «قطعاً بین سال‌های ۱۶۹۴ و ۱۶۹۷ بوده‌است».  دلیلی دقیق برای تبدیلش ناشناخته است.  با این حال، او پس از مدت طولانی سکونت در اصفهان از تبلیغ مسیحیت ناامید شده‌است.  علیقلی جدید الاسلام شباهت‌هایی به همکار سابق آگوستینی خود، مانوئل دو سانتا ماریا دارد که در ایران زندگی می‌کرد و پس از پذیرفتن شیعه اسلام نام حسن بلقی نام گرفت.  
او پس از تغییر دین، به عنوان یک متعهد برای شیعیان اسلام و همچنین یک "جنگجوی بزرگ" علیه مسیحیت، تصوف و یهودیت تبدیل شد.   عباس امانت اضافه می‌کند که در یکی از آثار مهم او، " سیف المؤمنین فی قال المشروکین"، علیقلی نه تنها "حملهٔ خشونت آمیز به مسیحیان، یهودیان و سنی‌ها، روا می دانست بلکه _این خصومت را_علیه صوفیان ،  فلاسفه‌ و انتونی ها نیز انجام داد"   علاوه بر این، او به عنوان مترجم و مترجم زبان‌های اروپایی، در دادگاه شاه اصفهان، به حکومت خدمت می‌کرد.    علیقلی از اواخر قرن بیستم در ایران بود که "به بازنویسی مکتب محافظه کار مجلسی کمک کرد"؛ انتصاب او به عنوان شاهزاده سلطنتی صفوف گرایش غالب نژادپرستانه دولت صفوی را تأیید کرد.  تیبروسیو اشاره می‌کند که بر اساس یک منبع، علیقلی ممکن است در آزار و اذیت خانواده شهروندان ارمنی کاتولیک نقش داشته باشد.  او حداقل در یکی از آثار او، اطلاعات مفصلی از تاریخ فکری شیعه را نشان داد که همچنین مورخان کلیسایی را به آن اشاره کرد.  با این وجود، تمام نوشته‌های او در دست نیست، و آن دستها از آثار که نجات یافته‌اند، به درستی حفظ نمی‌شوند. 
علیقلی متأهل بود.  طبق یک نامه اوت ۱۷۱۰ که توسط لوئیس ماری پیدو د سنت اولون، اسقف بابل نوشته شده بود، سلامتی او تا آن زمان کاهش یافته بود و گزارش شده که مبتلا به سل ریوی بوده‌است .  علیقلی در ۱۷۲۲ احتمالاً در اصفهان درگذشت، هر چند محل دقیق هنوز نامشخص است. 

## آثار
علیقلی چندین اثر (رساله) در زمینه پیمان بین مذهبی نوشت. این موارد عبارتند از:   
- هدایت الملل (یا المللین) وتقویت المؤمنین، شامل چهار جلد است. این اولین کار اصلی علیقلی بود و احتمالاً در سال ۱۷۰۸ در پرتغالی یا لاتین نوشته شده بود. این بلافاصله به زبان فارسی ترجمه شد. [پ] او این کار را به شاه سلطان حسین اختصاص داد. [۵] نسخه فارسی در چند نسخه خطی وجود دارد، اما هیچ‌کدام از اینها کامل نیستند. [۱۴] [۵]
- سیف المؤمنین فی قال المشرفین ("شمشیر وفادار در مبارزه علیه هم بستگان "). [ت] این دومین کار بزرگ علیقلی بود؛ نوشته شده به فارسی، آن را در تاریخ ۲ ژوئن ۱۷۱۱ تکمیل شد
- فواید الازدواج("مزایای ازدواج"). یکی از آثار جزئی او، احتمالاً قبل از ۱۷۱۱ تکمیل شد و به زبان فارسی نوشته شده بود.
- رساله در تقلید از جامعه صوفیان". یکی از آثار جزئی او. احتمالاً قبل از ۱۷۱۱ تکمیل شد، به زبان فارسی نوشته شده بود.

## نقد و نظر
رسول جعفریان دربارهٔ او در وبلاگ خود نوشت: رافائل دومان و آنتونیو دوژزو، دو کشیش فرانسوی و پرتغالی بودند که دومی مسلمان شد و مترجم شاه سلطان حسین. یک نویسنده صفوی، از هر کدام این‌ها خاطره‌ای در کتابش نقل کرده‌است.
سالها پیش کتاب «سیف المومنین فی قتال المشرکین» از آنتونیو دوژزو، کشیش پرتغالی را که در اصفهان تغییر دین داد و مسلمان شد و اسمش را علی قلی بیک گذاشت، منتشر کردم (قم، ۱۳۷۵). آن وقت نمی‌دانستم وی چه زمانی درگذشته، اما بعدها دوستم جناب فلور یادداشتی دربارهٔ تاریخ درگذشت وی یافت و نوشت که یادداشتی پیدا کرده‌اند که ضمن آن کشیشی در تاریخ دهم مارس ۱۷۳۴ (حوالی شوال ۱۱۴۶) به هلند خبر داده‌است که علی قلی بیک که از وی با عنوان مرتد یاد کرده، درگذشته است.
آقای روضاتی احتمال داده‌اند که خیابانی که در نزدیکی چهارسوی شیرازیها به نام کوچه علی قلی بیک هست، شاید به نام وی نامگذاری شده بوده‌است. (بنگرید: دومین دو گفتار، ص ۶۷)
به هر حال، علیقلی بیک مترجم دربار شاه سلطان حسین صفوی و به اصطلاح دیلماج بود. امروز که متنی از دوره صفوی را مرور می‌کردم، دیدم نویسنده یادی از او کرده و مطلبی از وی نقل کرده‌است. نویسنده این متن، در بخشی از این کتاب که اشارتی به صوفیه داشت، می‌گوید، مطلبی از علی قلی بیک دیلماج پرسیده‌است. می‌دانیم که خود این علی قلی هم نقدی بر صوفیه دارد که سالها پیش به کوشش آقای زائری در میراث اسلامی ایران منتشر شد. به هر حال نویسنده این کتاب می‌گوید:
«از رفعت پناه علی قلی بیک دیلماج استفسار احوال صوفیه نمودم که، [آیا] جایی در کتابهای سابق ذکر این طایفه شده؟ در جواب فرمودند: مجملاً در کتاب شعیا در باب ملاحم، به بدی یاد نموده‌اند؛ و در کتاب لغت فرنگیان، در باب حرف صاد، به تقریبی گفته‌اند: صوف اسم جماعت حکمای یونانیه بوده، و بعد از مدت مدید رفته رفته، فسّاقِ آن طایفه را به این اسم می‌خوانده‌اند. آخر، حکماء برای خود اسم دیگر وضع نموده‌اند که آن فیلسوف باشد، و اسم صوفی را به زنادقه و فسّاق واگذاشتند.
از بس که زدند شیشه تقوا بر سنگ
وز بس که به معصیت فرود بردند چنگ
اهل اسلام از مسلمانی شان
صد ننگ کشیدند ز کفار فرنگ
نکته جالب تر، خاطره ای است که نویسنده این متن از دیداری که با پدر رافائل دومان داشته، نقل کرده‌است. این شخص فرانسوی، بیش از سه دهه در ایران بود و بارها دربارهٔ وی مطالبی نوشته شده که از آن جمله، مقاله دوست مرحوممان جعفری مذهب دربارهٔ اوست؛ و اما نویسنده متن ما باز در نقد صوفیه در اصفهان و توجیه همان بدنامی که در شعر بالا به آن اشاره شده، می‌نویسد: «شاهد این مقال، آن که روزی به عنوان سیر و عبرت، در مسجد علی که در تختگاه اصفهان مشهور برابر هارون ولایت، که نزد غلامان علی بهارون وِری موسومست، حاضر بودم که دیدم رفایل فرنگی ملعون مشهور پیدا شده، نگاه به اطوار و سماع و وجد طایفه ای از صوفیه که در آنجا جمع شده بودند می‌نمودند، کرده، بخنده درآمده، گفت: حاشا که این‌طور عبادت و بندگی باشد. رفیقی خدا بیامرز داشتم، مردی دیندار. روی به او آورده گفت: چه می‌خندی؟ پنداری این دین اسلامست؟ رفایل گفت: می‌دانم فِرق بسیار در اسلام شما هست. رفیقم گفت: ما اهل ملت احمدی، اینها [صوفیه] را کافرتر و ردتر از شما فرنگیان می‌دانیم. رفایل گفت: حاصل، ما چنین بازیی و عبادتی در هیچ ملتی و کیشی ندیده‌ایم و نشنیده‌ام. این را گفت و رفت.»

## یادداشت
1. 1 2 3 4 5 6 7 8  Amanat 2017, p. 123.
2. 1 2 3 4 5 6 7 8 9 10  Tiburcio 2018, p. 266.
3. 1 2 3  Teles e Cunha 2009.
4. ↑  Flannery 2013, pp. 95–96.
5. 1 2 3 4 5 6 7 8  Pourjavady & Schmidtke 2009.
6. 1 2 3  Rota 2017, p. 59.
7. 1 2  Tiburcio 2018, pp. 266–267.
8. 1 2 3  Tiburcio 2018, p. 267.
9. ↑  Tiburcio 2018, p. 270.
10. ↑  Flannery 2013, p. 94 (note 13).
11. ↑  Lockhart 1986, p. 406.
12. ↑  Tiburcio 2018, pp. 267–273.
13. ↑  Tiburcio 2018, p. 269.
14. ↑  Tiburcio 2018, pp. 268–269.
15. ↑   https://donya-e-eqtesad.com/بخش-اقتصاد-36/3445867-علی-قلی-جدیدالاسلام-پدر-رافائل-دومان-در-اصفهان-صفوی. پارامتر |عنوان= یا |title= ناموجود یا خالی (کمک)
16. ↑  admin (۲۰۱۸-۰۹-۰۸). «حجت‌الاسلام رسول جعفریان: مطلبی تازه یافت دربارهٔ علی قلی جدید الاسلام». پژوهشی دربارهٔ محیی الدین ابن عربی، عرفان و تصوف. دریافت‌شده در ۲۰۱۹-۰۴-۰۲.